# Barbodes resimus
Barbodes resimus é uma espécie extinta de peixe ciprinídeo endêmico do Lago Lanao em Mindanau, Filipinas, onde só se sabia que ocorria em Agus Rapids na saída do lago. Foi uma das várias espécies de peixes nas Filipinas conhecidas como bagangan. Esta espécie atingia um comprimento de 2,2 centímetros.

## Problema Taxonômico
O epíteto específico desta espécie foi traduzido como "resinus", conforme apareceu em um dos dois artigos de Herre de 1924 a respeito dessa espécie. No outro, o epíteto específico é dado como "resimus". Não se sabe qual artigo foi publicado primeiro, no entanto, ele deu a etimologia do epíteto específico como significando "voltado para cima". Isso significa que a grafia correta pretendida do epíteto específico seria "resimus" e não "resinus", que seria lapsus calami se publicado primeiro ou uma grafia incorreta subsequente se publicado por último.